# Gemma Augustea

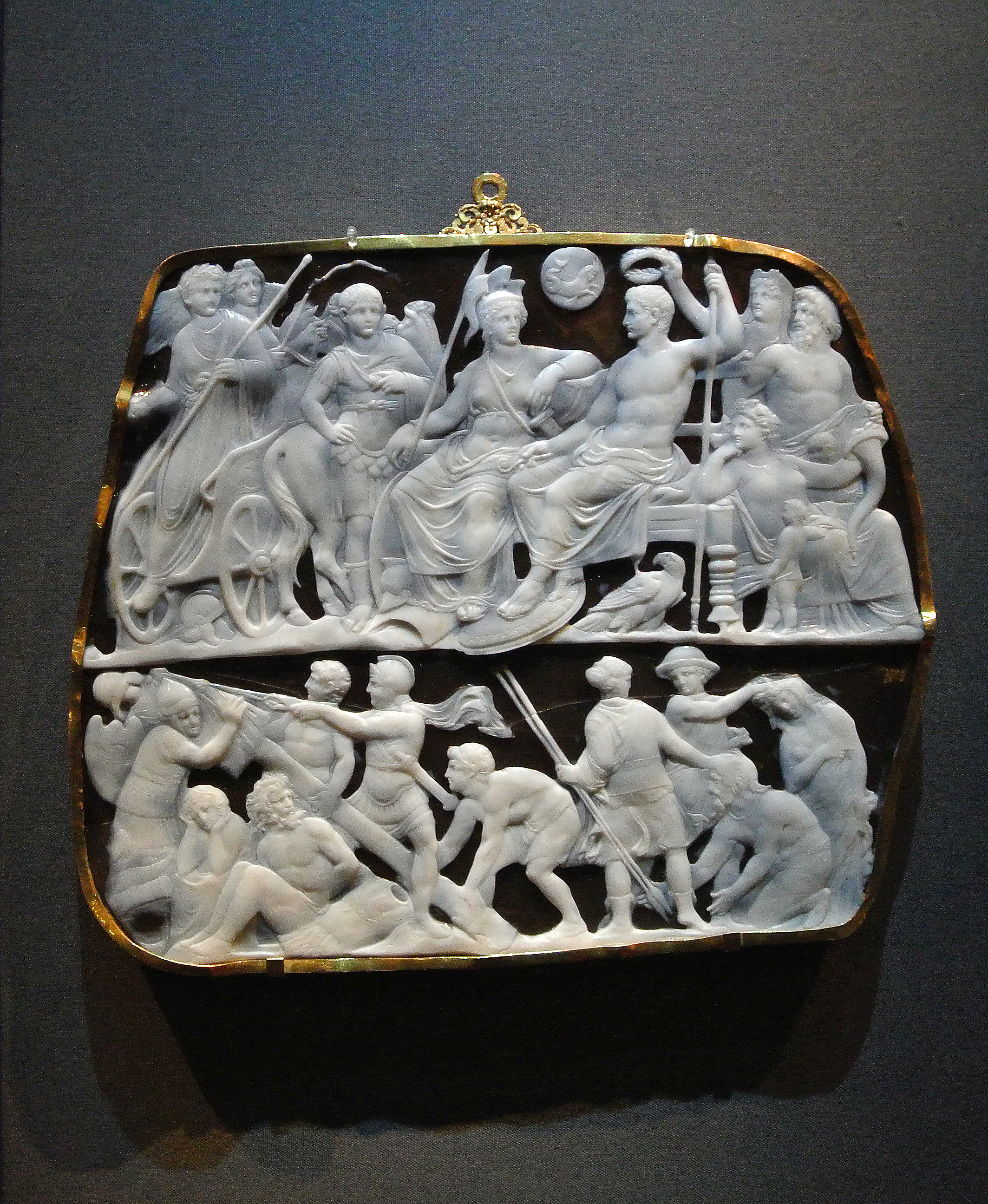
Gemma Augustea, Kunsthistorischen Museum in Wien

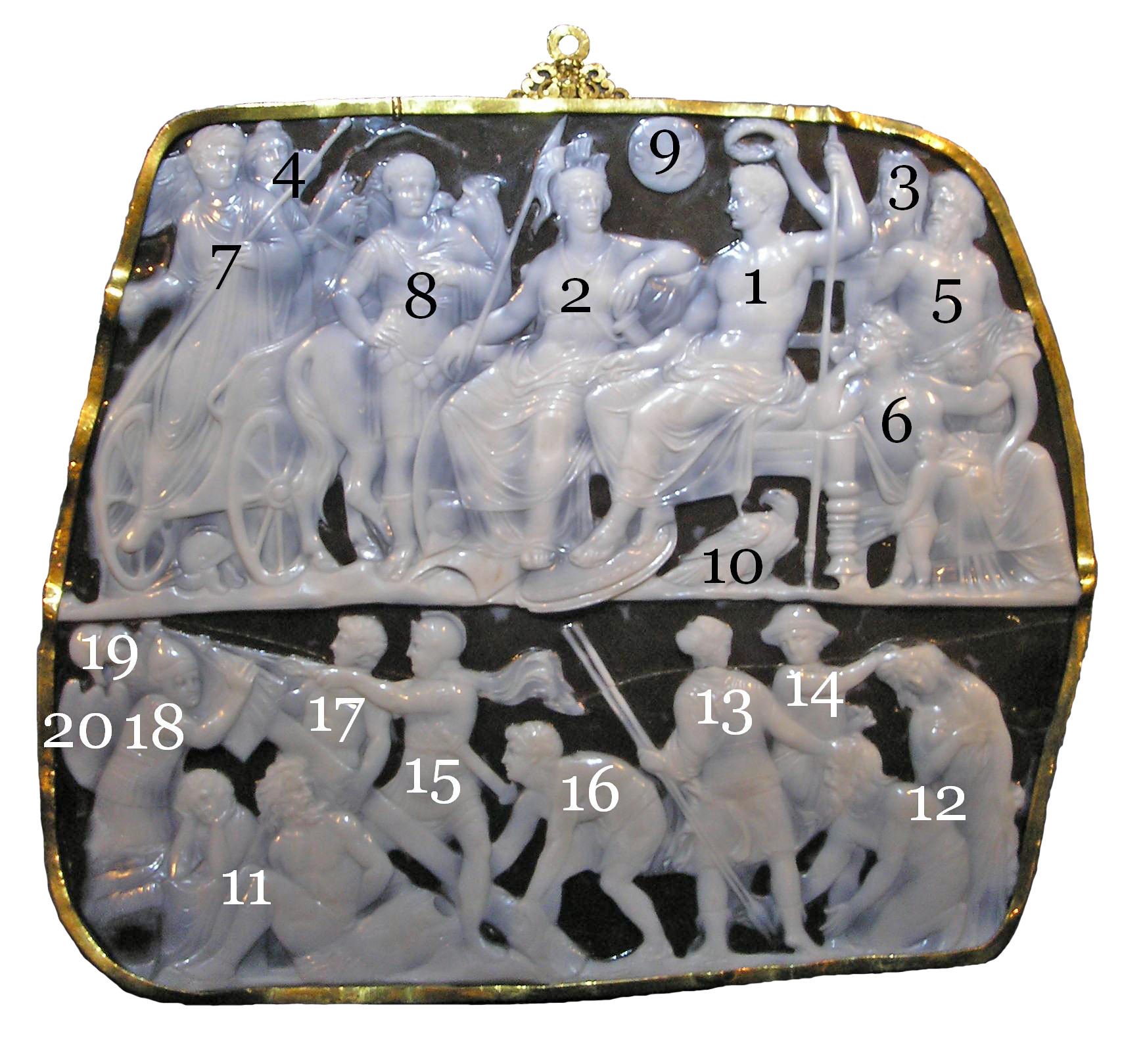
Gemma Augustea mit Nummern

Die Gemma Augustea ist ein geschnittener Halbedelstein aus der römischen Antike. Er besteht aus einem zweischichtigen arabischen Sardonyx und ist 19 × 23 cm groß. Die Fassung, ein Goldreif mit ornamentierter Durchbruchsarbeit auf der Rückseite der Gemme, ist deutsch und wurde im 17. Jahrhundert hergestellt.
Im oberen Bildstreifen des zweiteiligen Bildfeldes thront der Kaiser Augustus (Nr. 1), in den Händen Zepter und Augurenstab haltend, neben der Personifikation der Roma (Nr. 2). Zwischen den Köpfen der beiden ist der Steinbock (Nr. 9), das Zeugungsgestirn des Augustus, zu finden. Zu Füßen des Kaisers befindet sich der Adler (Nr. 10), ein Attribut des Jupiter als Zeichen der Vergöttlichung des Kaisers. Kaiser Augustus wird von der Oikumene (Nr. 3) gekrönt. Auf der rechten Seite sind Okeanos, der Weltenstrom (Nr. 5), und Tellus/Italia (Nr. 6) mit Füllhorn zu erkennen. Neben Roma steht in Offizierstracht Germanicus (Nr. 8), der Großneffe des Kaisers. Am linken Bildrand steigt sein lorbeerbekränzter Nachfolger Tiberius (Nr. 7) von einem Wagen, der von der Siegesgöttin Victoria (Nr. 4) gelenkt wird.
Im unteren Bildstreifen richten siegreiche römische Legionäre (Nr. 15 bis 18) ein Tropaion (Siegesdenkmal) auf, unterworfene „Barbaren“ (Nr. 11 und 12) beobachten die Szene. Der Halbedelstein wurde vermutlich nach 10 n. Chr. in der Werkstatt, die der Steinschneider Dioskurides in Rom gegründet hatte, bearbeitet. Die Gemma Augustea ist eines der Prunkstücke der Antikensammlung des Kunsthistorischen Museums in Wien (Inv.-Nr. AS IXa 79).